# Naturopatija
Naturopatija (tudi naravna medicina, naravno zdravljenje) je alternativni medicinski sistem, ki temelji na človekovi lastni moči zdravljenja. 
Prepričanje, da je človeško telo sposobno samozdravljenja, je staro že več tisoč let. Načela naturopatije najdemo že pri Hipokratu (ok. 400 pr. n. št.). Načela naturopatije so se je kot način zdravljenja uveljavila šele v drugi polovici 19. stoletja v Evropi (Sebastian Kneipp; Arnold Rikli), vendar takrat še niso uporabljali izraza naturopatija. Izraz naturopatija je šele v začetku 20. stoletja uveljavil Kneippov učenec Benedict Lust, ki je to zdravljenje širil v Ameriki. Danes je močno prisotna v Kanadi in ZDA. Naturopati imajo pogosto klasično medicinsko izobrazbo, zato tudi sodelujejo z uradno medicino. Izpopolnjujejo se z naturopatskim znanjem in po osvojenih metodah pridobijo posebno licenco za javno prakso.
Veliko ideologije in metodološkega ozadja naturopatije je v konfliktu z na dokazih temelječo medicino in je zavrnjena s strani medicinske skupnosti. Usposabljanje naturopatov obsega le manjši del tistega, ki so ga deležni osebni zdravniki. Mnenje Ameriškega združenja za boj proti raku je, da "znanstevni dokazi ne podpirajo trditve, da lahko naturopatska medicina pozdravi raka ali kakršnokoli drugo bolezen, saj praktično nobena študija o naturopatiji kot taki ni bila objavljena".

## Osnovna načela
Poznamo šest osnovnih načel naturopatije, ki so povzeta po Hipokratovi šoli: 
- 1. načelo: Zdravilna moč narave

Naturopati delujejo po načelu, da ima telo dovolj energije za ozdravitev z notranjo močjo. Pomembno je ravnovesje med telesom, umom in duhom. 
- 2. načelo: Ugotoviti in ozdraviti vzrok

Telesu želijo vrniti zdravje in ne le zdraviti posledic bolezni. Poskušajo najti pravi vzrok in postaviti pravo diagnozo za zdravljenje. 
- 3. načelo: Ne škodovati

Pazijo, da ne potlačijo starih simptomov in s tem odpirajo pot novim. 
- 4. načelo: Oseba kot celota

Človeka zdravijo kot celoto. Obravnavajo ga kot skupek čustvenega, fizičnega, mentalnega in duhovnega. 
- 5. načelo: Naturopat je učitelj

Bolnika učijo, naj sam prevzame odgovornost za svoje zdravje. Učijo ga zdravega življenja, pravilne prehrane in gibanja. 
- 6. načelo: Preventiva

Je glavno načelo naturopatije. Svoje izkušnje in zdravje prenašajo na bolnike, da bi le-ti dosegli zdravo in srečno življenje.

## Zdravljenje
Naturopati verjamejo, da je telo po naravi v ravnovesju. Nezdrav način življenja (nezdrava prehrana, pomanjkanje spanja, gibanja  in svežega zraka, stres ipd.) lahko poruši ravnovesje, kar se izrazi kot bolezen. 
Pri zdravljenju se uporablja različne terapevtske pristope, npr. akupresuro, akupunkturo, homeopatijo, hidroterapijo, masaže, diete, fitoterapijo. 
Naturopatijo se uporablja za zdravljenje različnih bolezni in težav: alergije, astmo, bolečine v križu, hipertenzije, depresije, menstrualne bolečine, kronično utrujenost, kožne bolezni...